# Point of View (Zvezdna vrata SG-1)
Point of View je naslov epizode znanstveno-fantastične serije Zvezdna vrata, v kateri je štab zvezdnih vrat je popolnoma osupel, ko se v strogo varovani stavbi pojavita Samantha Carter in pokojni major Kawalski. Izkaže se, da sta obiskovalca v našo resničnost prišla iz vzporedne realnosti, za kar sta uporabila kvantno ogledalo. Carterjeva in Kawalski ne moreta verjeti, da so razlike med njuno in tukajšnjo resničnostjo tako zelo velike: med drugim je tukaj O'Neill živ in zdrav, medtem ko je v njuni resničnosti umrl potem, ko se je poročil s Carterjevo.